# STS-128
STS-128, voluit Space Transportation System-128, was de Spaceshuttlemissie van Discovery die gelanceerd werd op 29 augustus 2009 om 05:59 Nederlandse Tijd.
De missie nam de Multi-Purpose Logistics Module "Leonardo" mee naar het International Space Station (ISS). De module werd aan het ISS gekoppeld en bevatte proviand, een vriezer, een slaapcompartiment, experimenten en een loopband om de conditie van de astronauten op peil te houden. De Leonardo ging na gebruik weer mee terug, met onder andere afval en voltooide experimenten van het ISS. De eerste lanceerpoging op 25 augustus werd uitgesteld door het slechte weer. Op 26 augustus werd de lancering met 48 uur uitgesteld, ditmaal door een probleem in de brandstofklep van Discovery.

## Bemanning
| Positie             | Gelanceerde astronaut                               | Gelande astronaut                                   |
| ------------------- | --------------------------------------------------- | --------------------------------------------------- |
| Bevelhebber         | Frederick W. Sturckow 4de ruimtevlucht              | Frederick W. Sturckow 4de ruimtevlucht              |
| Piloot              | Kevin A. Ford 1ste ruimtevlucht                     | Kevin A. Ford 1ste ruimtevlucht                     |
| Missie Specialist 1 | Patrick G. Forrester 3de ruimtevlucht               | Patrick G. Forrester 3de ruimtevlucht               |
| Missie Specialist 2 | José M. Hernández 1ste ruimtevlucht Flight Engineer | José M. Hernández 1ste ruimtevlucht Flight Engineer |
| Missie Specialist 3 | Christer Fuglesang 2de ruimtevlucht                 | Christer Fuglesang 2de ruimtevlucht                 |
| Missie Specialist 4 | John D. Olivas 2de ruimtevlucht                     | John D. Olivas 2de ruimtevlucht                     |
| Missie Specialist 5 | Nicole Stott ISS Expeditie 20 1ste ruimtevlucht     | Timothy Kopra ISS Expeditie 20 1ste ruimtevlucht    |

## Wake-up calls
Sinds de dagen van de Gemini-ruimtevluchten is het een traditie dat de bemanning bij het begin van elke dag in de ruimte wordt gewekt met een speciale melodie. Die wordt speciaal gekozen, vaak door hun familie, en heeft gewoonlijk een bijzondere betekenis voor een individueel lid van de bemanning, of is van toepassing op hun dagelijkse activiteiten.
| Vluchtdag | Liedje                     | Artiest                 | Gespeeld voor         | Links              |
| --------- | -------------------------- | ----------------------- | --------------------- | ------------------ |
| Dag 2     | “Back In The Saddle Again” | Gene Autry              | Frederick W. Sturckow | WAV MP3 TRANSCRIPT |
| Dag 3     | “Made to Love”             | TobyMac                 | Nicole Stott          | WAV MP3 TRANSCRIPT |
| Dag 4     | “Mi Tierra”                | Gloria Estefan          | José Hernández        | WAV MP3 TRANSCRIPT |
| Dag 5     | “Indiana, Our Indiana”     | Indiana University Band | Kevin A. Ford         | WAV MP3 TRANSCRIPT |
| Dag 6     | “What a Wonderful World”   | Louis Armstrong         | Christer Fuglesang    | WAV MP3 TRANSCRIPT |
| Dag 7     | “There is a God”           | 33 Miles                | Patrick G. Forrester  | WAV MP3 TRANSCRIPT |
| Dag 8     | “What a Wonderful World”   | Louis Armstrong         | Danny Olivas          | WAV MP3 TRANSCRIPT |
| Dag 9     | “El Hijo del Pueblo”       | José Alfredo Jiménez    | José Hernández        |                    |
| Dag 10    | “Rocket”                   | Andrew Peterson         | Patrick G. Forrester  |                    |